# Reppringhausen
Reppringhausen (auch Repprighausen) ist ein untergegangenes Dorf auf dem Gebiet der heutigen Stadt Bad Berleburg im Kreis Siegen-Wittgenstein in Nordrhein-Westfalen. Reppringhausen gehörte zum Kirchspiel Girkhausen.

## Lage
Der Ort lag zwei Kilometer südwestlich von Girkhausen. Die Siedlungsstelle existiert noch unter dem gleichlautenden Flurnamen weiter.

## Geschichte
Erstmals urkundlich erwähnt wurde das Dorf im Jahr 1396. Der Untergang des Dorfes könnte im Zusammenhang mit dem Untergang Reckertshausens stehen. Die Pestepidemien der Jahre 1568 und 1629 sowie kriegerische Einflüsse während des Dreißigjährigen Krieges könnten Gründe des Niedergangs gewesen sein.